# Mill Neck
Mill Neck es una villa ubicada en el condado de Nassau en el estado estadounidense de Nueva York. En el año 2000 tenía una población de 825 habitantes y una densidad poblacional de 123 personas por km². Mill Neck se encuentra dentro del pueblo de Oyster Bay.

## Geografía
Mill Neck se encuentra ubicada en las coordenadas 40°52′20″N 73°33′22″O / 40.87222, -73.55611. Según la Oficina del Censo, la ciudad tiene un área total de 7,6 km² (2,9 mi²), de la cual 6,7 km² (2,6 mi²) es tierra y 0,9 km² (0,3 mi²) (11.95%) es agua.

## Demografía
Según la Oficina del Censo en 2000 los ingresos medios por hogar en la localidad eran de $125,477, y los ingresos medios por familia eran $145,643. Los hombres tenían unos ingresos medios de $95,429 frente a los $51,528 para las mujeres. La renta per cápita para la localidad era de $77,899. Alrededor del 2.9% de la población estaban por debajo del umbral de pobreza.